# Trout Valley (Illinois)
Trout Valley – wieś w Stanach Zjednoczonych, w stanie Illinois, w hrabstwie McHenry.